# Байшу-Амазонас

Байшу-Амазонас на карте.

Байшу-Амазонас (порт. Mesorregião do Baixo Amazonas) — административно-статистический мезорегион в Бразилии, входит в штат Пара. Население составляет 736 432 человека на 2010 год. Занимает площадь 340 449,147 км². Плотность населения — 2,16 чел./км².

## Демография
Согласно сведениям, собранным в ходе переписи 2010 г. Национальным институтом географии и статистики (IBGE), население мезорегиона составляет:
| Полное население                            | Полное население                            | Полное население                            | Полное население                            | 736 432 |
| ------------------------------------------- | ------------------------------------------- | ------------------------------------------- | ------------------------------------------- | ------- |
| в том числе:                                | Городское население                         | 426 999                                     | Процент городского населения, %             | 57,98   |
|                                             | Сельское население                          | 309 433                                     | Процент сельского населения, %              | 42,02   |
|                                             | Мужское население                           | 374 085                                     | Процент мужского населения, %               | 50,8    |
|                                             | Женское население                           | 362 347                                     | Процент женского населения, %               | 49,2    |
| Плотность населения, чел/км²                | Плотность населения, чел/км²                | Плотность населения, чел/км²                | Плотность населения, чел/км²                | 2,16    |
| Население мезорегиона в % к населению штата | Население мезорегиона в % к населению штата | Население мезорегиона в % к населению штата | Население мезорегиона в % к населению штата | 9,71    |

## Статистика
- Валовой внутренний продукт на 2003 год составляет 2 608 902 190,00 реалов (данные: Бразильский институт географии и статистики).
- Валовой внутренний продукт на душу населения на 2003 год составляет 3877,56 реалов (данные: Бразильский институт географии и статистики).
- Индекс развития человеческого потенциала на 2000 год составляет 0,705 (данные: Программа развития ООН).

## Состав мезорегиона
В мезорегион входят следующие микрорегионы:
1. Алмейрин
2. Сантарен
3. Обидус